# 科尔多瓦学院足球俱乐部
科尔多瓦学院足球俱乐部，一般稱為科爾多瓦學院，为阿根廷科尔多瓦市的一个足球俱乐部。该队成立于1918年，现参加阿根廷足球甲级联赛。